# 渡辺みゆ
渡辺 みゆ（わたなべ みゆ、1月6日 - ）は、日本の女性声優。神奈川県出身。オフィス薫所属。

## 略歴
勝田声優学院卒業生。

## 人物
音域はソプラノ。
特技は珠算。趣味は読書、昼寝。

## 出演

### テレビアニメ
- ガイスターズ FRACTIONS OF THE EARTH（ピーラ）
- 怪盗セイント・テール
- トラブルチョコレート（コムギ）

### OVA
- コアラの探偵・アーチボルド（アガサ）

### 吹き替え
- ジョーズ'96/虐殺篇
- ちびっこギャング

### ナレーション
- 群馬サファリパーク
- 第一生命
- 東京ガス
- 港湾学習CD-ROM「つながる港 広がる未来」

### CM
- 鳳花
- 全珠連